# Liești (okręg Gałacz)
Liești – wieś w Rumunii, w okręgu Gałacz, w gminie Liești. W 2011 roku liczyła 8902 mieszkańców.